# Cuspidella gigantea
Cuspidella gigantea är en nässeldjursart som beskrevs av Eberhard Stechow 1923. Cuspidella gigantea ingår i släktet Cuspidella och familjen Campanulinidae. Inga underarter finns listade i Catalogue of Life.